# Casarão de Demétrio Calfat
O Casarão de Demétrio Calfat ou também chamado de Casa 144 da Avenida foi uma residência construída no início do século XX e localizada na Avenida Paulista na cidade de São Paulo.

## Histórico
O primeiro dono do casarão foi Henry J. Linch, representante dos banqueiros Rotschild no Brasil que realizavam investimentos tanto para o governo brasileiro quanto para a esfera privada.Posteriormente, o local foi sede do consulado da Áustria-Hungria que permaneceu até agosto de 1908 até se mudar para a avenida Brigadeiro Luiz Antônio 75.
Quando a propriedade foi vendida para o fazendeiro e comerciante de café Francisco Marcos Inglez de Souza, ocorreu uma reforma feita pelo escritório Ramos de Azevedo. Quando Souza faleceu, o imóvel foi passado para Francisco de Paula Peruche que realizou uma nova reforma.
O casarão foi novamente vendido na década de 1930 para o comerciante têxtil Demétrio Calfat, irmão de Elias Calfat, um dos irmãos responsáveis por fundar a empresa Elias Calfat & irmãos. Elias foi o primeiro morador da Avenida Paulista e sua casa era localizada entre a Alameda Joaquim Eugenio de Lima e a Rua Carlos Sampaio sendo dono da residência nº 117.
Demétrio Calfat foi o último morador do casa até a sua demolição na década de 70.